# Рецептор сульфонилмочевины
Рецепторы сульфонилмочевины (англ. sulfonylurea receptors; более известны в виде акронима SUR) — мембранные белки, которые являются мишенями сульфонилмочевины и её производных. Представляют собой субъединицы АТФ-чувствительных калиевых ионных каналов.

## Молекулярная структура
KATP-каналы — это функциональные октамеры, которые состоят из четырёх Kir6.х субъединиц, формирующих пору канала, и четырёх дополнительных белков — рецепторов к сульфонилмочевине SURx. 
SUR субъединица состоит из трех трансмембранных доменов (TMD0, TMD1, TMD2), первый из которых содержит в себе пять, а остальные два — шесть трансмембранных сегментов. Также между TMD1 и TMD2 и после TMD2 на цитоплазматической стороне мембраны находятся нуклеотид связующие домены (NBD1, NBD2). Именно SURx субъединицы отвечают за активацию канала. Они относятся к классу ABC-транспортеров (ATP-binding cassette transporters), основная функция которых — использовать энергию АТФ на нужды клетки, такие как транслокация различных субстратов вдоль мембраны. 
Kir6.x включает в себя два трансмембранных участка и один погружённый в мембрану и формирующий внутреннюю поверхность поры канала с селективным фильтром (P-домен или P-петля). Kir субъединица отвечает за ингибирование канала, то есть поддержание его в закрытом состоянии с помощью АТФ (за исключением каналов в гладких мышцах).
Известны три изоформы рецепторов сульфонилмочевины: 
- SUR1, кодируемый геном ABCC8;
- SUR2A и SUR2B, которые представляют собой варианты сплайсинга, возникающие из одного гена ABCC9[4].

## Распределение в тканях
Изоформы рецептора сульфонилмочевины и Kir6.х субъединиц имеют следующее тканевое распределение:
- в жировой ткани преимущественно — SUR2B / K ir 6.1;
- бета-клетках поджелудочной железы — SUR1 / K ir 6.2[1][5];
- кардиомиоцитах — SUR2A[1][5];
- скелетных мышцах — SUR2A[1];
- гладких мышцах — SUR2B[1][5];
- мозге - SUR1, SUR2A и SUR2B[6][7].

## Взаимодействие с сульфонилмочевиной и её производными
Препараты сульфонилмочевины вызывают высвобождение инсулина из бета-клеток поджелудочной железы. Применяются в комплексной терапии при лечении больных сахарным диабетом 2-го типа.
Сульфонилмочевина и её производные, связываясь с SUR1 на поверхности бета-клеток поджелудочной железы, блокируют АТФ-зависимые калиевые каналы. В результате клетка деполяризуется. Активируются потенциал-зависимые кальциевые каналы. Уровень кальция в цитоплазме клеток повышается, что ведёт к экзоцитозу и выделению инсулина.